# Atysilla diluta
Atysilla diluta är en skalbaggsart som beskrevs av Max Quedenfeldt 1884. Atysilla diluta ingår i släktet Atysilla och familjen Melolonthidae. Inga underarter finns listade.